# Autoba trilinea
Autoba trilinea är en fjärilsart som beskrevs av Joannis 1909. Autoba trilinea ingår i släktet Autoba och familjen nattflyn. Inga underarter finns listade i Catalogue of Life.